# Chiesa di Santa Margherita (Castel Goffredo)
La chiesa di Santa Margherita  è un edificio religioso situato nella frazione Bocchere di Castel Goffredo, in provincia di Mantova.

## Storia e descrizione
Collocata nel centro del borgo, venne costruita nella seconda metà del XVI secolo.
È appartenuta alla diocesi di Brescia sino al 1787, anno in cui passò alla diocesi di Mantova. Sino al 1967 fu parrocchia autonoma (vicariato di San Carlo Borromeo) ma in territorio di Castel Goffredo. 
Nel 1986 la parrocchia di Santa Margherita veniva soppressa ed aggregata alla parrocchia di San Martino Gusnago, frazione del comune di Ceresara. Nella canonica della chiesa, durante alcuni lavori di ristrutturazione risalenti al 1988, furono rinvenute importanti testimonianze dell'epoca longobarda. Si tratta di parti di pilastrini o plutei della fine dell'VIII secolo e degli inizi del IX secolo, con decorazione ad arco e ad intrecci geometrici.
All'interno della chiesa è conservato un reliquiario contenente un frammento della Santa Croce (ex ligno crucis).